# Mesoplus pachyspila
Mesoplus pachyspila är en fjärilsart som beskrevs av Charles Boursin 1968. Mesoplus pachyspila ingår i släktet Mesoplus och familjen nattflyn. Inga underarter finns listade i Catalogue of Life.